# 御祓村
御祓村（みそぎむら）は、1954年（昭和30年）まで愛媛県の南部、喜多郡にあった村。現在の喜多郡南部にあたる。肱川水系の御祓川の流域。

## 地理
現在の喜多郡内子町の南部。小田川の支流、御祓川の流域。御祓川が村内をほぼ西流する。御祓川の右岸、北側が只海、南側が北表。西方を除き周囲は600m程度の山々で囲まれている。南は山鳥坂で河辺村と接する。
地名の由来
- 御祓川の流域であることから。

## 歴史
藩政期
- はじめ大洲藩領地
- 元和9年　新谷藩領

明治以降
- 1875年（明治8年） - 壺中小学校分校開校。
- 1889年（明治22年） 12月15日 - 町村制実施により、只海村（ただのうみ）・北表村（きたおもて）が合併して「御祓村」成立。喜多郡に属す。
- 1909年（明治42年） - 河辺村大字山鳥坂（やまとさか）字オヤブ・ダラリを編入。
- 1954年（昭和29年） 9月1日 - （旧）五十崎町、天神村との合併により、新たな五十崎町となる。

```
御祓村の系譜
（町村制実施以前の村）　（明治期）
　　　　　　　　　　　　町村制施行時　
只海　　　━━┓　　　　　　　　　　　　　　　　　　　　　　
　　　　　　　┣━━━　 御祓村 ━━━━━━━━━┓ 
　　　　　　　┃　　　　　　　　　　　　　　　　　┃
北表　　　━━┛　　　　　　　　　　　　　　　　　┃
　　　　　　　　　　　　 　　　　　　　　　　　 　┃　　（昭和29年9月1日合併）　　　　　　
　　　　　　　　　　　　　　　　　　　　　　　　　┣━━━━　五十崎町
　　　　　　　　　　　　　（旧）五十崎町　━━━━┫　　　　　
　　　　　　　　　　　　　天神村　　　　━━━━━┛　　　　　
　　　　　　　　　　　　　
（注記）旧五十崎町ほかの合併までの系譜については、それぞれの町村の記事を参照のこと。

```

## 地域
大字として、只海、北表の2つの大字があった。いずれも、発足前の旧村がそのまま大字となったもの。後に、河辺村の一部を編入、大字山鳥坂とする。
おおむね御祓川の北岸が只海、南側が北表。山鳥坂は南部、河辺村との境。

## 行政
役場は大字只海においた。

## 産業
米、葉タバコ、栗などを産す。養蚕も盛んであった。

## 交通
かつては物資の輸送は舟運によっていた。